# 四氯化铌
四氯化铌是一种无机化合物，化学式为NbCl4。它是暗紫色晶体，对空气和湿气十分敏感，受热（400℃）歧化为三氯化铌和五氯化铌。

## 制备
四氯化铌通常由铌和五氯化铌晶体升温反应得到，金属在400°C，五氯化铌在250°C：
4 NbCl5 + Nb → 5 NbCl4
用金属铝还原五氯化铌也能得到产物：
3 NbCl5 + Al → 3 NbCl4 + AlCl3